# Mandevilla tristis
Mandevilla tristis là một loài thực vật có hoa trong họ La bố ma. Loài này được J.F.Morales mô tả khoa học đầu tiên năm 2006.